# Cronartium comandrae
Cronartium comandrae är en svampart som beskrevs av Peck 1879. Cronartium comandrae ingår i släktet Cronartium och familjen Cronartiaceae.   Inga underarter finns listade i Catalogue of Life.